# Joan Bibiloni Febrer
Joan Bibiloni Febrer, conegut com a Joan Bibiloni (Manacor, 1952), és un músic mallorquí. És un guitarrista molt prolífic i que, a més d'instrumentista i compositor, també ha fet de productor d'artistes com Marina Rossell o Antonio Vega. El 1982, fou cofundador del segell discogràfic Blau.

## Discografia
- 1982: Joana Lluna (en format CD 1993)
- 1984: Una vida llarga i tranquil·la
- 1985: Colors drops (amb Ernie Mansfield)
- 1986: Papi, are you OK? (amb Deborah Carter)
- 1986: The Tug
- 1987: Silencio roto (amb Larry Coryell)
- 1988: For a future smile
- 1989: Born
- 1991: Viaje en el tiempo
- 1992: Cassette recording (amb Pepe Milán)
- 1994: Poemes a Nai (Poemes de Miquel Àngel Riera) amb Lluís Massanès i Pep Tosar.
- 1994: Brut
- 1996: Les millors balades
- 1999: Balears
- 2000: BSO Km. 0
- 2002: Joana Lluna (Edició XX aniversari)
- 2003: Mà en es cor
- 2005: Això era i no era III
- 2005: Contant, cantant. Rondalletes
- 2006: Instrumental 07
- 2017: Joana Lluna (Edició XXX aniversari)
- 2017: From Mallorca in a Brazilian Touch
- 2018: Born
- 2018: Love
- 2020: Collage
- 2020: Selected Works 1982 to 1989
- 2020: Guitarra
- 2020: Damunt sa roca. Poemes i música per no emmalaltir. Collage vol. 1
- 2020: Silencio roto Rhythmic Beats. Collage vol. 2
- 2021: Inspirational Uncomposition. Collage vol. 3
- 2021: Oníric. Collage vol. 4
- 2021: Calaix de sastre. Collage vol. 5
- 2021: Show me your gun
- 2021: Balades
- 2021: Sun set
- 2022: Various
- 2024: Tribut a La casa en obres de Pep Tosar